# Neuseußlitz
Neuseußlitz ist ein rechtsseitig der Elbe gelegener Ortsteil der sächsischen Gemeinde Nünchritz im Landkreis Meißen. Der Ort wurde 1268 als villa Nuensuselitz erstmals erwähnt.

## Geografie und Verkehrsanbindung
Neuseußlitz wird 1900 als Platzdorf mit Gewannflur beschrieben. Der Ort nimmt die beiden oberen Talhänge eines kurzen Rinnsales ein, das im Ort zu mehreren Teichen aufgestaut wird und in die Elbe entwässert. Er erstreckt sich von der sandigen Elbeniederterrasse bis zu der von zahlreichen kleinen Biotit-Granodioritkuppen durchragten Scheibenberg-Neuseußlitzer Landstufe. Eine Buslinie verbindet Neuseußlitz mit Nünchritz und Meißen, wo jeweils Anschluss an das Eisenbahnnetz besteht.

## Geschichte
| Jahr               | Einwohner |
| ------------------ | --------- |
| 1834               | 104       |
| 1871               | 241       |
| 1890               | 319       |
| 1910               | 371       |
| 1925               | 418       |
| 1933               | 461       |
| 1939               | 457       |
| 1946               | 472       |
| 1950               | 539       |
| 1964               | 476       |
| → Diesbar-Seußlitz |           |

Neuseußlitz wird 1268 zum ersten Mal erwähnt und entstand wahrscheinlich mit der Anlage des markgräflichen Hofes in Seußlitz. Im Jahr 1541 wird Neuseußlitz als Klosterdorf geführt, später gehört es zu dem aus dem Kloster Seußlitz hervorgegangenen Rittergut. Kirchlich ist das Dorf 1539 nach Strießen eingepfarrt, bevor es 1540 zur Kirche Merschwitz gehört und kurze Zeit später im Jahr 1547 nach Seußlitz eingepfarrt ist. Im Ort leben 17 besessene Mann und die Neuseußlitzer müssen 2 Fußknechte schicken und helfen neben anderen zum Heerfahrtswagen nach Seußlitz.
Neuseußlitz gehört 1556 zum Rittergut Merschwitz, kommt 1661 aber wieder zu Seußlitz. Die Beziehungen zu Merschwitz sind in dieser Zeit auch für die Kirche, die Schule und Hutungsrechte im Waldgebiet, die Mersche genannt, zutreffend.
15 Mann mit ihren Familien leben 1661 in Neuseußlitz. Es gibt weiterhin 1 abgebranntes Hüttchen, 3 Gärtchen, 1 Brandstatt, dazu 12 Weinberge.
An mehreren Stellen in Neuseußlitz muss schon frühzeitig Weinbau betrieben worden sein.
1688 besaßen zwölf Eigentümer insgesamt eine Fläche von 60 Pfahlhaufen. Im Jahr 1721 waren die Weinbauflächen auf 83 Pfahlhaufen angewachsen, die von fünfzehn Eigentümern bewirtschaftet wurden. Im Ort wohnen 7 Bauern, 3 Hüfner, 1 Halbhüfner und 5 Gärtner, mit Familienmitgliedern etwa 80 Einwohner.
Im Jahr 1873 wird der Friedhof an der Kirche Seußlitz aufgelassen. Ein neuer Friedhof wird auf Neuseußlitzer Flur am Ende der heutigen Bergstraße angelegt. Eine kleine Kapelle ermöglicht dort Trauerfeiern.
1895 schenkt der Rittergutsbesitzer von Seußlitz der Schulgemeinde ein Grundstück auf der Flur Neuseußlitz für den Neubau einer Schule. Dieser Neubau wurde durch die stetig wachsende Schülerzahl erforderlich und einen weiteren Anbau vertrug das frühere Schulgebäude an der Bergstraße in Seußlitz nicht mehr. 1896 wurde das neue Schulhaus geweiht. 1996 wurde die Schule geschlossen, nachdem sie Jahrzehnte Teiloberschule der 
Polytechnischen Oberschule Merschwitz war. Mit der Trennung von Grund- und Mittelschule wurde sie Grundschule. Nach dem Verkauf des Gebäudes 2007 durch die Gemeinde Nünchritz und einer umfassenden Sanierung wird es zu Wohnzwecken vermietet. Eines der markanten Gebäude in Neuseußlitz konnte damit erhalten werden.
1898 gibt es in Neuseußlitz einen Arzt, die ärztliche Versorgung bricht in Neuseußlitz bis in die Gegenwart nicht mehr ab. Weiterhin besteht die Einwohnerschaft vor allem aus den Berufsgruppen Maurer und Zimmerleute, Ziegeleiarbeiter, Brenner, Steinbrecher, Näherin, Schuhmacher, 1 Stellmachermeister, 1 Sattlermeister, 1 Bäckermeister, 1 Revierförster, 1 Gastwirt und Händlern. Auch die Elbe als Erwerb hatte noch eine gewisse Bedeutung, es gab drei Schiffssteuermänner und zwei Schiffer. Es gibt 2 Vereine, einen Militärverein und einen Gesangsverein. In diesem scheinen sich nach den Aufzeichnungen vor allem die Maurer und Zimmerleute zu treffen. Bis in die 1930er Jahre nimmt die Bandbreite der Handwerksberufe zu. Tischler, Schlosser, Elektromonteur, Klempner, Ofensetzer finden sich neben Bauern und einer vergleichsweise großen Anzahl Steinbrucharbeiter und Fabrikarbeiter.
Seit 1898 finden sich in den Adressbüchern der Amtshauptmannschaft Großenhain Hinweise zu den wechselnden Besitzern des Gasthofes in Neuseußlitz Nr. 24. Familie Klemm ist 1929 nach Neuseußlitz gezogen und hat über Jahrzehnte neben der Landwirtschaft den Gasthof betrieben. An die Schützenbälle und die Feiern zu viel anderen Anlässen im Saal des Gasthofes erinnern sich die Neuseußlitzer noch heute in trauter Runde beim Ansehen der 8-mm-Filme aus den 50er bis 70er Jahren. Der Gasthof selbst wird heute als Wohnhaus genutzt.
Sachsen kam nach dem Zweiten Weltkrieg in die Sowjetische Besatzungszone und später zur DDR. Die historisch gewachsene Zugehörigkeit zu Großenhain blieb nach der Gebietsreform 1952 nicht erhalten. Sie ordnete Neuseußlitz dem Kreis Riesa im Bezirk Dresden zu.
1948 wird die Freiwillige Feuerwehr gegründet. 1968 wird aus Mangel an tagsüber einsatzbereiten Männern eine Frauenlöschgruppe gegründet, deren Aufgabe nicht in Brandverhütungsschauen, sondern in Feuerlöscheinsätzen bestand. Zu diesem Zweck legten die Frauen die Leistungsstufe 2 ab. Die Männer waren größtenteils in der Landwirtschaft tätig und konnten ihren Arbeitsplatz bei Feueralarm nicht schnell genug verlassen.
1952 gibt es einen Kindergarten, der zunächst als Erntekindergarten betrieben wird. Durchschnittlich wurden 20 bis 25 Kinder von einer Erzieherin und einer Helferin betreut. 1991 ging der Kindergarten mit der Kommunalisierung in den Bestand des Kindergartens Diesbar-Seußlitz über.
Im Jahr 1960 wird durch Zusammenschluss der Bauern die LPG Typ I „Morgenrot“ gegründet. Im damaligen Gut Nr. 22 wurde ein Schweinestall gebaut. 1962 schließt die LPG sich mit der LPG Fortschritt Merschwitz zusammen. Durch diesen Zusammenschluss konnte der gesamte nördliche Flurbereich an die Beregnungsanlage angeschlossen werden.
Das Landambulatorium wird 1960 eingeweiht und erhält ab 1964 eine permanente Arztbesetzung. Die Kleingärtner waren bis Ende der 60er Jahre Träger des gesellschaftlichen Lebens in Neuseußlitz. Der neugegründete Dorfklub übernahm dann die Aufgaben. Nach der Wende 1989/90 engagierte sich die Ortsgruppe der Feuerwehr für Feiern, Feste und andere Ortsbelange.
Im Jahr 1972 wurde der in Eigenleistung errichtete Jugendklub eingeweiht. Vorher trafen die Jugendlichen sich im Jugendzimmer des Kindergartens.
1973 gründen Seußlitzer und Neuseußlitzer Jugendliche die GST-Seesportgruppe. Sie trainierte auf der Elbe und hatte ihren Stützpunkt in Seußlitz gegenüber dem Gemeindeamt. Im gleichen Jahr wird Neuseußlitz nach Diesbar-Seußlitz eingemeindet.
Im Jahr 1975 wurde der Konsum am Dorfanger eingeweiht. Das dort ursprünglich gestandene Denkmal für die Gefallenen des Ersten Weltkrieges wird umgesetzt.
Nach der Deutschen Wiedervereinigung kam Neuseußlitz zum wiedergegründeten Freistaat Sachsen. Die folgenden Gebietsreformen in Sachsen ordneten Neuseußlitz 1994 dem Landkreis Riesa-Großenhain und 2008 dem Landkreis Meißen zu.
1995 geht die von der Gemeinde Diesbar-Seußlitz errichtete Kläranlage in Betrieb. Beim Elbhochwasser 2002 erweist sich der gewählte Standort unterhalb der Staatsstraße als nicht hochwassersicher. Die Anlage wird vollständig vom Wasser eingeschlossen und muss aufwendig repariert werden. 2005 übergibt die Gemeinde Nünchritz die Anlage an den Abwasserzweckverband Elbe-Floßkanal.
Die auf gleicher Höhe mit der Kläranlage und in unmittelbarer Nachbarschaft gelegene Kleingartenanlage wird vom Hochwasser 2002 schwer getroffen. Einige Kleingärtner geben daraufhin an dieser Stelle ihr Hobby auf.
Im Jahr 2003 wird Neuseußlitz gemeinsam mit der Landgemeinde Diesbar-Seußlitz nach Nünchritz eingemeindet. Neuseußlitz eine ansprechende Wohngemeinde, deren Merkmal die fast von allen Standorten vorhandene spektakuläre Aussicht auf das Umland, insbesondere auch das Schloss Hirschstein, ist.

### Ortsname
Der Ortsname lässt sich mit dem obersorbischen Wort für Laufkäfer in Verbindung bringen beziehungsweise mit dem slawischen Wort für Insekt. Neuseußlitz bedeutet (neue) Siedlung am Käferwald, Käferbusch oder ähnliches. Der Ortsname war mehrmals Änderungen unterzogen, so wurde Neuseußlitz im Jahr 1268 Nuensuseliz genannt, 1274 Nuemsuseliz und 1285 Nova Suseliz bzw. Suselicz novum, Naw-Suselicz im Jahr 1378. Eine andere Namensvariante entstammt dem Jahr 1543, für das Neuseuselitz  als Ortsname überliefert ist. Die heutige Ortsbezeichnung taucht erstmals 1791 in Urkunden auf.

## Gedenkstätten
- Denkmal für die Gefallenen des Ersten Weltkrieges am neuen Weg
- Denkmal für vier unbekannte Soldaten, die auf dem Friedhof begraben sind